# Летучий Олександр Якович
Олекса́ндр (Ізра́їль) Я́кович Лету́чий (нар. 25 листопада 1908 — 6 липня 2002) — радянський військовий льотчик-бомбардувальник, брав участь у Радянсько-фінська війні (1939—1940) та Німецько-радянській війні (1941—1945), Герой Радянського Союзу (1940), полковник авіації.

## Біографія
Народився 25 листопада 1908 року в селі Добре Баштанського району Миколаївської області в селянській родині. Єврей. Член ВКП(б) з 1929 року. Закінчив 1 курс Московського торговельного інституту.
До лав РСЧА призваний у 1931 році. У 1932 році закінчив Качинську військову авіаційну школу пілотів. Проходив військову службу на посаді льотчика-інструктора Єйської військової авіаційної школи, згодом — у Ленінградському військовому окрузі.
Учасник радянсько-фінської війни 1939—1940 років. Помічник командира ескадрильї 3-го легкого бомбардувального авіаційного полку 8-ї армії Північно-Західного фронту старший лейтенант О. Я. Летучий здійснив 32 бойових вильоти.
1 лютого 1940 року під час виконання бойового завдання літак командира ескадрільї А. С. Топаллера був підбитий і здійснив вимушену посадку на озері Іля-Лаваярві (Суоярвський район Карелії). О. Я. Летучий віддів наказ решті екіпажів баражувати над місцем вимушеної посадки й вогнем кулеметів прикривати озеро, а сам тим часом посадив свій літак на озеро й забрав екіпаж підбитого літака.
Проходив військову службу на посаді командира ескадрильї 241-ї бомбардувальної авіаційної дивізії Ленінградського ВО.
Учасник німецько-радянської війни з червня 1941 року. Як командир 734-го бомбардувального авіаційного полку ВПС 61-ї армії Західного фронту брав участь в обороні Москви. Згодом у складі 208-ї нічної бомбардувальної авіаційної дивізії 2-ї повітряної армії полк майора О. Я. Летучого брав участь в оборонних боях під Воронежем, у знищенні оточеного ворожого угруповання під Сталінградом.
З 26 червня 1942 року — командир 646-го нічного легкого бомбардувального авіаційного полку тієї ж дивізії. У складі 2-ї повітряної армії Воронезького й 1-го Українського фронтів брав участь у проведенні Курської битви, битви за Дніпро, Житомирсько-Бердичівської, Корсунь-Шевченківської, Рівненсько-Луцької, Проскурово-Чернівецької, Львівсько-Сандомирської, Сандомирсько-Сілезької, Нижньо-Сілезької та Верхньо-Сілезької операцій.
У 1945 році підполковник О. Я. Летучий призначений заступником командира 208-ї нічної бомбардувальної авіаційної дивізії. Брав участь у проведенні Берлінської і Празької наступальних операцій. Здійснив 81 бойовий виліт.
У 1945 році закінчив курси удосконалення командного складу. З 1957 року — в запасі.
Мешкав у місті Пушкін (нині в межах Санкт-Петербурга). Помер 6 липня 2002 року. Похований на Казанському цвинтарі Пушкіна.

## Нагороди
Указом Президії Верховної Ради СРСР від 19 травня 1940 року за зразкове виконання бойових завдань командування на фронті боротьби з фінською білогвардійщиною та виявлені при цьому відвагу й героїзм, старший лейтенант Летучий Олександр Якович удостоєний звання Героя Радянського Союзу з врученням ордена Леніна і медалі «Золота Зірка» (№ 464).
Також нагороджений орденами Червоного Прапора, Олександра Невського, Вітчизняної війни 1-го ступеня, двома орденами Червоної Зірки й медалями.